# Сапрыкин, Василий Андреевич
Василий Андреевич Сапрыкин (10 (22) марта 1890 года, Майский — 1964, Москва) — организатор строительного производства в Минсредмаше. Герой Социалистического Труда (1949). Академик АСиА СССР. Полковник.

## Биография
Василий Сапрыкин родился в крестьянской семье в городе Майский (тогда — станица Пришибская) Кабардино-Балкарии в крестьянской семье. Русский Позже поступил в Институт инженеров путей сообщения, который закончил в 1915 году со специальностью инженера-строителя путей сообщения.

### После института
Ещё до окончания обучения в 1913 году начал работать техником строительного
управления на строительстве железной дороги на Черноморском побережье в районе города Сухуми.
В 1915—1917 годы был прорабом на строительстве мостов через реки при прокладке участка Орша-Могилёв.
С 1917 (в ряде источников указывается, что с 1915) по 1918 год В. А. Сапрыкин работал на советских железных дорогах в должности начальника 56 дорожно-мостового отряда управления работ Западного фронта.
С 1918 года деятельность Сапрыкина была связана с лесным хозяйством, он был последовательно назначен на должности:
- 1918—1919 годы председатель гублескома, Тверское губсовпароходство[3];
- 1919—1920 начальник Вильнюсского лесного отдела Западного округа путей сообщения[3];
- 1920—1921 начальник Майкопского райлескома Каврайлескома ВСНХ, город Майкоп[3];
- С 1921 года заместитель начальника службы лесозаготовок управления Московско-Белорусско-Балтийской железной дороги[2].
- В 1922 году был подвергнут аресту и следствию, был оправдан[3].
- С 1923 года заместитель начальника службы лесозаготовок управления Северной железной дороги[3].
- С 1924 года заместитель начальника отдела хозяйственных вспомогательных предприятий управления Казанской железной дороги[2][3].

С 1928 года перешёл работать в строительную отрасль, работал в московском строительном тресте «Теплобетон» начальником производственно-технического отдела и главным инженером.
С 1931 года В. А. Сапрыкин переходит в третий городской стройтрест Москвы на должность главного инженера. Начиная с 1932 года он работает в должности главного инженера на самых крупных стройках страны: в 1931—1933 годах (возможно, до 1934) на Металлургическом заводе им. Дзержинского (Днепропетровск), в 1934—1937 годах — Магнитострое.
В 1935 году был награждён орденом Трудового Красного Знамени.
В 1938 году Сапрыкин был арестован по статье 58 п.7 и п.11 УПК РСФСР и приговорён к ссылке.
В период наказания в 1937—1941 годах он состоял на должности главного инженера Архангельского судостроительного завода (строительство № 203 НКВД, Молотовск). В 1941 году он был полностью оправдан и в 1941—1942 годах работал в этой должности как сотрудник НКВД.
Позже он был переведён на стройки НКВД на Урале, в период 1942—1946 годов был главным инженером на металлургических предприятиях Бакалстрой и Челябметаллургстрой.
В 1943 году В. А. Сапрыкину присвоено звание инженер-полковник. В этом же году деятельность Василия Андреевича была отмечена вторым орденом Красного Знамени.
В 1945 году В. А. Сапрыкин был награждён орденом Ленина.

### Минсредмаш
С 1946 года Сапрыкину поручается строительство производств А, Б и В комбината «Маяк». Одним из ключевых сооружений стал реактор А-1, который стал во многом уникальным сооружением. Ситуация осложнялась тем, что строительство было крайне секретным. Строителям выдавались задания на строительство по частям так, что никто на стройке не знал, какое строение будет построено в итоге.
Здесь Василий Сергеевич активно работал по всем направлениям строительства, организовывал работу, изобретал новые методы деятельности. На этом строительстве он впервые начал использовать армокаркасы, применил в качестве опалубки несъёмные железобетонные конструкции, применил готовые арматурные сетки, заменил ручную вязку на сварку.
При сооружении зданий и сооружений периодически приходилось решать сложные технические вопросы. Так, при строительстве пятого промышленного района (система водозабора для охлаждения реактора) был допущен брак. При сооружении стен здания в бетоне появились каверны, через которые в машинный зал и другие помещения поступала вода.
В. А. Сапрыкин организовал совместную работу центральной лаборатории предприятия и исполнителей работ. В результате был создан раствор из промытого крупного песка, быстро схватывающегося цемента и жидкого стекла. Работы выполнили Алексеев, Семыкин, Ю. Шарлай, В. Д. Солоденников и другие сотрудники под руководством А. Казутова. Объект был приведён в требуемое состояние без кардинальных переделок.
В результате был построен горно-химический комбинат, который нарабатывал оружейный плутоний, выделял его из сборок и производил ядерные заряды.
Объект был успешно сдан и отработал долгое время. Полученный здесь оружейный плутоний был использован в советской бомбе РДС-1, успешно испытанной 29 августа 1949 года. За это достижение А. В Сапрыкину было присвоено звание Героя Социалистического Труда.
В. А. Сапрыкин продолжил работать в городе Озёрске, руководил его строительством вплоть до 1950 года. Он руководил строительством ёмкостей для отработанного ядерного топлива, а также инспектировал строительство. В то время прочность строящихся хранилищ считалась запредельно высокой, однако Кыштымская авария, в результате которой взорвалась одна из этих ёмкостей, показала, что это не так.
В июне 1951 года Сапрыкин был переведён на строительство № 565 МВД СССР (создание системы ПВО Москвы) также на должность главного инженера. Позже был переведён в Москву на должность заместителя начальника Главспецстроя.
В ноябре 1953 года уволен из МВД по состоянию здоровья, в 1953—1954 годах работал начальником строительства Московских высоток.
В 1956—1957 годах занимал пост заместителя председателя технического совета Госстроя СССР, был заместителем начальника Главспецстроя.
C 1957 года А. В. Сапрыкин избран действительным членом Академии строительства и архитектуры СССР. В том же году Сапрыкин занял должность заместителя директора научно-исследовательского института организации и механизации строительства Академии строительства и архитектуры СССР.
Умер в 1964 году, похоронен на Новодевичьем кладбище (участок 6, ряд 5, могила 4).

Могила Сапрыкина на Новодевичьем кладбище Москвы.

## Награды и память
Указом от 29 октября 1949 года В. А. Сапрыкину «за особые заслуги перед государством при выполнении специального задания» было присвоено звание Героя Социалистического Труда с вручением ордена Ленина и золотой медали «Серп и Молот».
- Два ордена Ленина (1945, 1949)[3];
- Два ордена Трудового Красного Знамени (1935, 1943)[3];
- Орден Красной Звезды[4];
- Медали[2].

В память о В. А. Сапрыкине в 1973 году планировалось назвать улицу в городе Озёрске, но этого не произошло.